# Zwartkoprupsvogel
De zwartkoprupsvogel (Lalage melanoptera synoniem: Coracina melanoptera) is een vogel uit de familie van de rupsvogels.

## Verspreiding en leefgebied
Het is een vogel op die als broedvogel voorkomt in Bhutan en Nepal en overwintert in Myanmar. Verder zijn er standvogelpopulaties in Bangladesh, Midden-India en op Sri-Lanka. In het noorden van zijn verspreidingsgebied is het een schaarse vogel, plaatselijk in India is hij vrij algemeen.
De soort telt 2 ondersoorten:
- L. m. melanoptera: noordwestelijk India.
- L. m. sykesi: van het noordelijke deel van Centraal-en oostelijk India tot Sri Lanka.

## Status
De zwartkoprupsvogel heeft een groot verspreidingsgebied en daardoor is de kans op uitsterven gering. De grootte van de populatie is niet gekwantificeerd. Er is geen aanleiding te veronderstellen dat de soort in aantal achteruit gaat. Om deze redenen staat deze rupsvogel als niet bedreigd op de Rode Lijst van de IUCN.

Foto's uit verschillende plaatsen in India
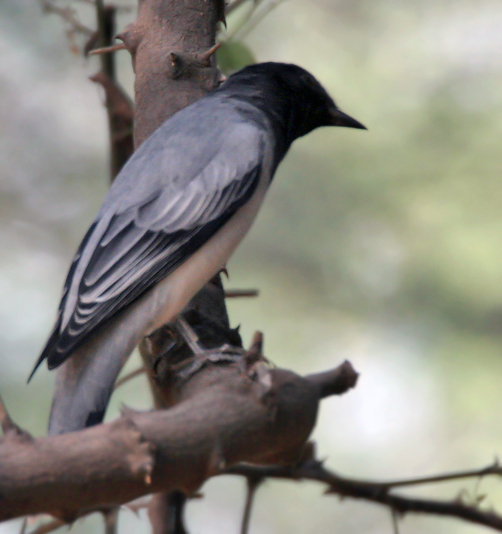
Mannetje
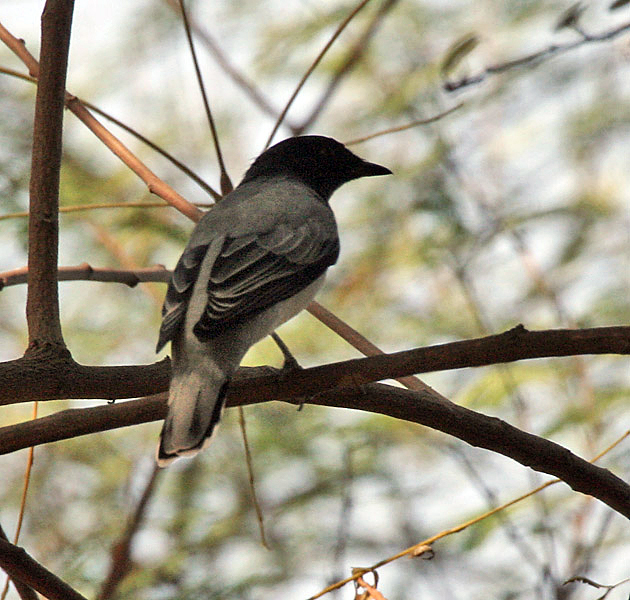
Mannetje
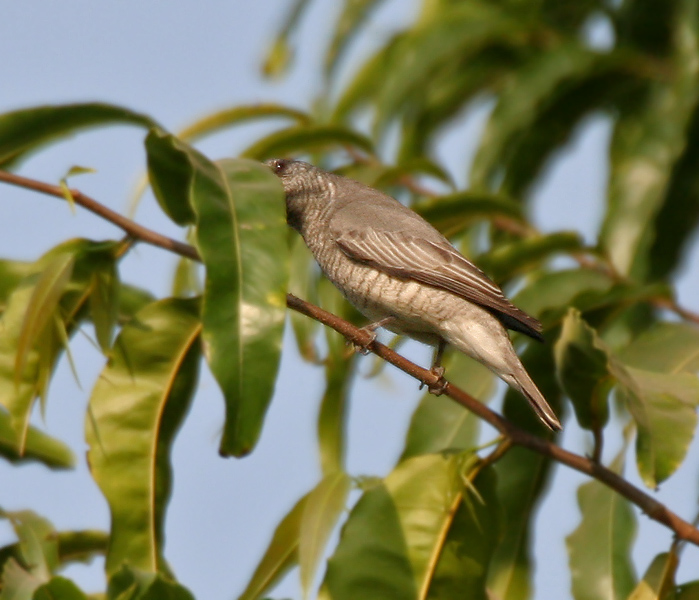
Vrouwtje
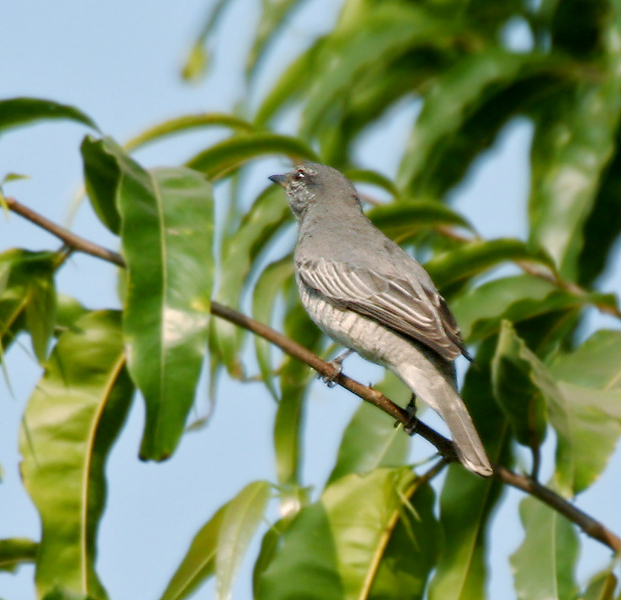
Vrouwtje
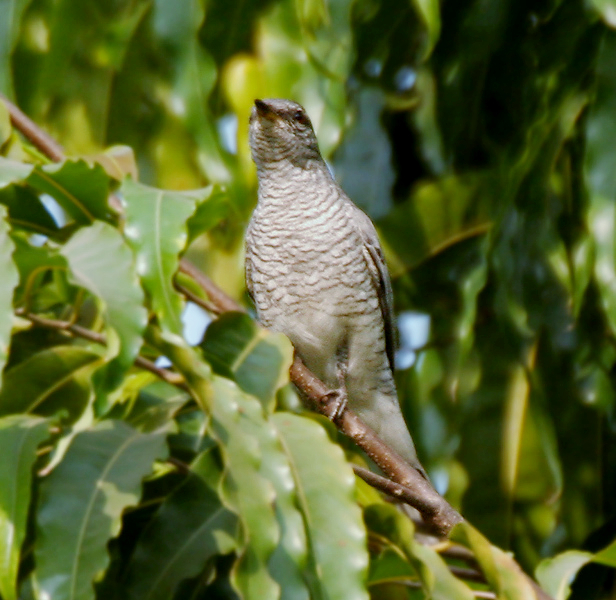
Vrouwtje
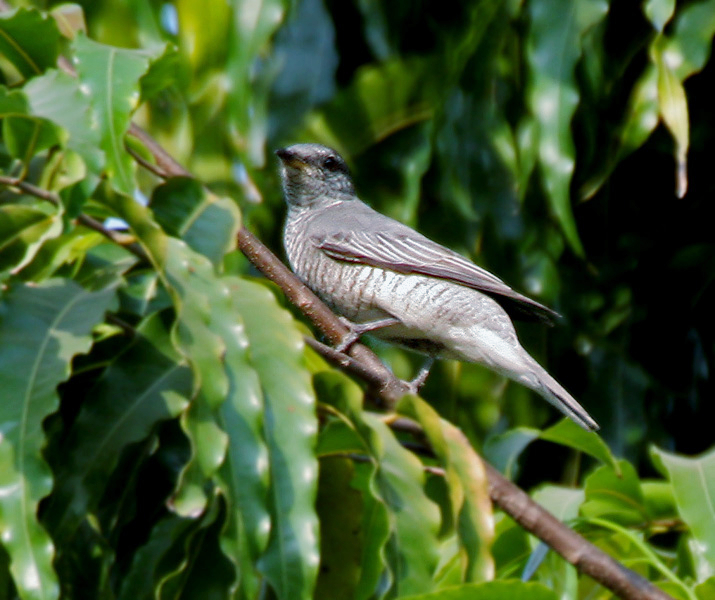
Vrouwtje
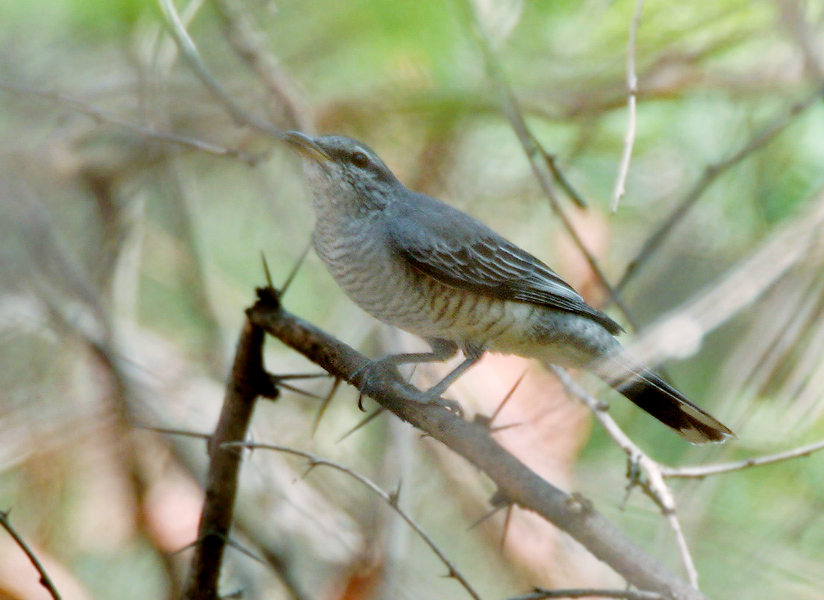
Vrouwtje
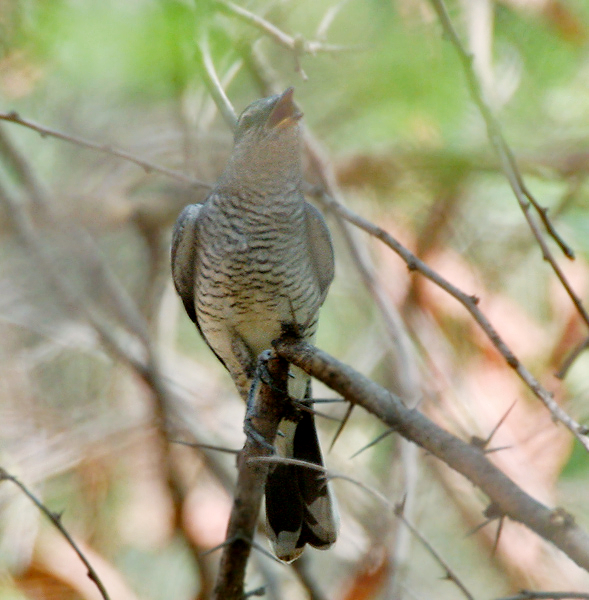
Vrouwtje